# Condat-en-Combraille
Condat-en-Combraille är en kommun i departementet Puy-de-Dôme i regionen Auvergne-Rhône-Alpes i centrala Frankrike. Kommunen ligger i kantonen Pontaumur som tillhör arrondissementet Riom. År 2022 hade Condat-en-Combraille 412 invånare.

## Befolkningsutveckling
Antalet invånare i kommunen Condat-en-Combraille
| Referens: INSEE |